# Georg Tripp
Georg Tripp (* 18. März 1941 in Marburg) ist ein ehemaliger deutscher Fußballspieler.

## Spielerkarriere

### Vereine

#### Deutschland
Tripp begann in seiner Geburtsstadt beim ortsansässigen VfL Marburg mit dem Fußballspielen, bevor er vom Oberligisten 1. FC Köln zur Saison 1962/63 verpflichtet wurde. Sein Debüt in der Oberliga West, in der er lediglich drei Punktspiele bestritt, krönte er am 24. März 1963 (23. Spieltag) beim 2:0-Sieg im Heimspiel gegen den TSV Marl-Hüls sogleich mit seinem ersten Tor, dem Treffer zum 1:0 in der 77. Minute.
In der Saison 1963/64 gehörte er Kickers Offenbach an, die in der seinerzeit zweiten Spielklasse, der Regionalliga Süd, spielten. Für die Offenbacher kam er in 17 Punktspielen, zwei Spielen des DFB-Pokal-Wettbewerbs und in fünf von sechs Aufstiegsspielen zur Bundesliga der Gruppe 1 zum Einsatz; als Gruppenletzter wurde der Aufstieg in die höchste deutsche Spielklasse jedoch deutlich verpasst.
Nach drei Spielzeiten wechselte er in die Regionalliga Südwest zum 1. FSV Mainz 05, den er ebenfalls nach drei Spielzeiten gen Frankreich verließ.

#### Frankreich
In der Saison 1969/70 spielte er für den französischen Erstligisten FC Metz und bestritt insgesamt 13 Punktspiele, in denen er drei Tore erzielte. Während der laufenden Saison 1970/71 wechselte er im November 1970 zum Ligakonkurrenten CS Sedan, für den er zwei Tore in 17 Punktspielen erzielte; seine Mannschaft stieg am Saisonende als Letzter von 20 Mannschaften in die Ligue 2, der zweithöchsten französischen Spielklasse ab.
Sein ehemaliger Verein kehrte am Saisonende 1971/72 als Sieger der Gruppe A in die Ligue 1 zurück, während er mit seinem neuen Verein Olympique Avignon die Gruppe C als Zweitplatzierter abschloss.
Zur Saison 1972/73 zum Zweitligaaufsteiger AS Angoulême gewechselt, bestritt er für diesen alle 34 Punktspiele in der Gruppe A, erzielte neun Tore und trug somit zum sechsten Platz bei.
Von 1973 bis 1976 spielte er für den Zweitligisten Stade Laval. In seiner letzten Saison trug er zum zweiten Platz in der Gruppe A bei, der zur Teilnahme an der Relegation berechtigte. Nach den beiden gewonnenen Spielen um den Aufstieg in die erste Spielklasse gegen den Zweitplatzierten der Gruppe B, den Red Star FC wechselte er letztmals.
Seine Karriere ließ er in der Saison 1976/77 beim unterklassigen Amateurverein Racing Club de France ausklingen.

## Erfolge
- Meister der Oberliga West 1963

## Trainerkarriere
Anfang Oktober 1991 stellte ihn der Hamburger SV ein, Tripp wurde bei dem Bundesligisten Mitglied des Trainerstabs sowie Talentsucher. Seit den 1990er Jahren lebt er in Afrika und trainierte u. a. Mannschaften in Senegal, Angola der Elfenbeinküste und Burkina Faso.